# Джордан Питърсън
Джо̀рдан Пѝтърсън (на английски: Jordan Peterson) е канадски клиничен психолог, критик и професор по психология в Университета на Торонто, автор на книги за самопомощ. Той е автор на книгите Maps of Meaning: The Architecture of Belief (1999 г.) и 12 Rules for Life: An Antidote to Chaos („12 правила за живота: противоотрова срещу хаоса“), публикувана през 2018 г. Неговите научни изследвания засягат психология, религиозни и идеологически убеждения, както и оценка и усъвършенстване на личността и на продуктивността.
Питърсън има бакалавърска степен по политически науки и психология от Албъртския университет, както и докторат по клинична психология от университета „Макгил“, където е постдокторант до 1993 г. Същата година се мести в Харвардския университет и става асистент, след което – доцент в департамента по психология. През 1998 г. се връща в Канада и продължава преподавателската си дейност като професор в Университета на Торонто.
През 2016 г. Питърсън публикува поредица от видеоклипове в своя ютюб канал, в които критикува предложения от канадското правителство Законопроект C-16. Клиповете предизвикват спорове и получават значително медийно внимание.
На 19 април 2019 г. провежда широко популярен дебат в Торонто със словенския философ Славой Жижек.

## Детство и образование
Питърсън е роден на 12 юни 1962 г. в Едмънтън и израства във Феървю, Албърта. Той е най-голямото от трите деца в семейството на Бевърли (библиотекарка) и Уолтър Питърсън (учител). Второто му име е Бернт, което произлиза от норвежки.
От 13-годишна възраст проявява интерес към трудовете на Джордж Оруел, Александър Солженицин и Айн Ранд. През юношеските си години е член на Новата демократическа партия (НДП), но с времето се разочарова от нея. Разколебаването си го отдава на отекващите у него прозрения на Оруел от книгата му „Пътят към Уигън Пиър“ и описва членовете на политическата организация като „костюмирани интелектуалци от средната класа“, които „не че харесват бедните, а просто мразят богатите“. Решава да напусне партията на 18-годишна възраст.
След като завършва средното си образование през 1979 г., Питърсън постъпва в Регионалния колеж в Гранд Прери, за да изучава политически науки. По-късно се прехвърля в Албъртския университет (University of Alberta) в Едмънтън, където през 1982 година придобива бакалавърска степен. След това си дава една година почивка, през която посещава Европа. Там той развива интереса си към психологията на Студената война и на надпреварата в ядреното въоръжаване. В резултат на това той се увлича по идеята за човешката предразположеност към зло и разрушение и, в опит да намери нейните първопричини, се потапя в произведенията на Карл Юнг, Фридрих Ницше, А. Солженицин и Фьодор Достоевски. След това се връща в Албъртския университет и придобива бакалавърска степен по психология през 1984 г.
През 1985 г. Питърсън се премества в Монреал, за да учи в университета „Макгил“. Там защитава докторантура по клинична психология под ръководството на Робърт О. Пийл и остава в болницата на института за психично здраве „Дъглас“ до 1993 година.

## Кариера
От 1993 до 1997 година Питърсън живее в Арлингтън, щата Масачузетс, докато преподава в Харвардския университет като асистент и доцент по психология. По време на престоя си в Харвард изучава темата за агресията при злоупотреба с наркотици и алкохол. След това се завръща в Канада като професор в университета на Торонто.
През 2004 г. по TVOntario се излъчва 13-сериен телевизионен сериал, базиран на книгата му „Maps of Meaning: The Architecture of Belief“.
През януари 2013 г. той наема екип за заснемането на неговите лекции по психология в университета в Торонто. Използва средствата, получени през краудфъндинг-сайта Patreon, след като с критиката си се включва в полемиката около Законопроект C-16 през септември 2016 година. Неговото финансиране чрез сайта се увеличава от $1000 на месец през август 2016 г. до $14 000 през януари 2017 г. и над $50 000 през юли 2017 г.
През април 2017 г. Питърсън е лишен от субсидия от изследователския съвет за социалните и хуманитарните науки за първи път в кариерата си, което той приема като репресивна мярка след изявленията му относно Законопроект С-16. В отговор „The Rebel Media“ започват дарителска кампания в Indiegogo.com от името на Питърсън. Кампанията привлича $195 000 до края си на 6 май 2017 г.

## Принос
Нещо, което не можем да видим, ни пази от нещо, което не разбираме. Нещото, което не можем да видим, е културата, в нейната интра-психична или вътрешна проява. Нещото, което не разбираме е хаосът, който е породил културата. 
Ако структурата на културата се наруши, неусетно хаосът се завръща. И ние бихме направили всичко по силите си - всичко - за да се защитим от неговото завръщане.
През 1999 г. британската издателска къща „Routledge“ публикува книгата на Питърсън – „Maps of Meaning: The Architecture of Belief“. Книгата, отнела на автора 13 години за завършването ѝ, синтезира идеи, извлечени от митологични разкази, религия, литература и философия, както и невропсихологични проучвания.
В книгата си той изследва произхода на злото, а също така твърди, че чрез анализ на религиозни идеи по света може да се опознае същността на човешкия морал и това впоследствие ще позволи да се разработи универсална морална система.

### Онлайн проекти
Питърсън е автор на поредица от програми за онлайн упражнения за писане на автобиография – Past Authoring Program, както и две програми (Present Authoring Programs), в които участниците анализират собствените си личностни особености спрямо психологичния модел „голямата петорка“ за оценка на личността. Future Authoring Program е друга програма, която ръководи участниците през процеса на изграждане на желаното бъдеще, чрез упражняване в поставянето и планирането на бъдещи цели.
Тези програми са разработени частично на базата на няколко проучвания, които демонстрират, че писането за травматични минали събития подобрява психичното и физическото здраве, а от друга страна – упражненията за планиране на бъдещето правят човек по-продуктивен.
През 2013 г. Питърсън започва да записва своите лекции и да ги качва в Ютюб. Към януари 2018 г. той има над 5,5 милиона абонати, а неговите видеа са гледани повече от 34 милиона пъти. Той също така се появява в редица предавания в Интернет.
През декември 2016 г. Питърсън започва своя подкаст, наречен The Jordan B Peterson Podcast с 37 епизода към януари 2018 г.